# Berthold II de Katzenelnbogen
Berthold II de Katzenelnbogen (fl. 1199-1217) est un noble allemand de la famille des comtes de Katzenelnbogen et un participant à la quatrième croisade (1202–04), qui, par la suite, devint seigneur de Velestíno (c.1205–17) et régent du royaume de Thessalonique (c.1217) en Grèce franque. Il était un mécène des poètes et en politique un Gibelin,.

## Quatrième croisade
Né quelque temps avant 1183, Berthold était le fils de Berthold Ier de Katzenelnbogen et neveu du puissant évêque de Münster, Hermann II (1173–1202). Berthold rejoint la cour de son oncle, et est attesté comme étant avec lui à Worms en février 1199, après que Hermann ait rejoint la cour du roi Philippe de Germanie. Déçu par la désunion politique et la guerre civile dans le Saint-Empire romain à la suite de l'élection de Philippe en 1198 en tant que roi, Berthold rejoint la quatrième croisade en 1202. Il arriva au camp des Croisés après que ceux-ci aient assiégé et capturé Zara (Zadar) en Hongrie. Comme la plupart des membres du contingent allemand, il fut placé sous le commandement du marquis Boniface de Montferrat, avec lequel il développe une relation personnelle étroite. En 1203, lorsque l'armée des Croisés atteint Constantinople, capitale de l'Empire byzantin, le contingent allemand se trouve sous le commandement général d'Henri de Flandre, avec qui Berthold développe de bonnes relations. Le 12 avril 1204, après une brèche dans les murailles de Constantinople par les Croisés, un certain comte allemand (quidam comes theothonicus), possiblement Berthold, mit le feu à une partie de la ville afin d'obliger les défenseurs Byzantins à se retirer.

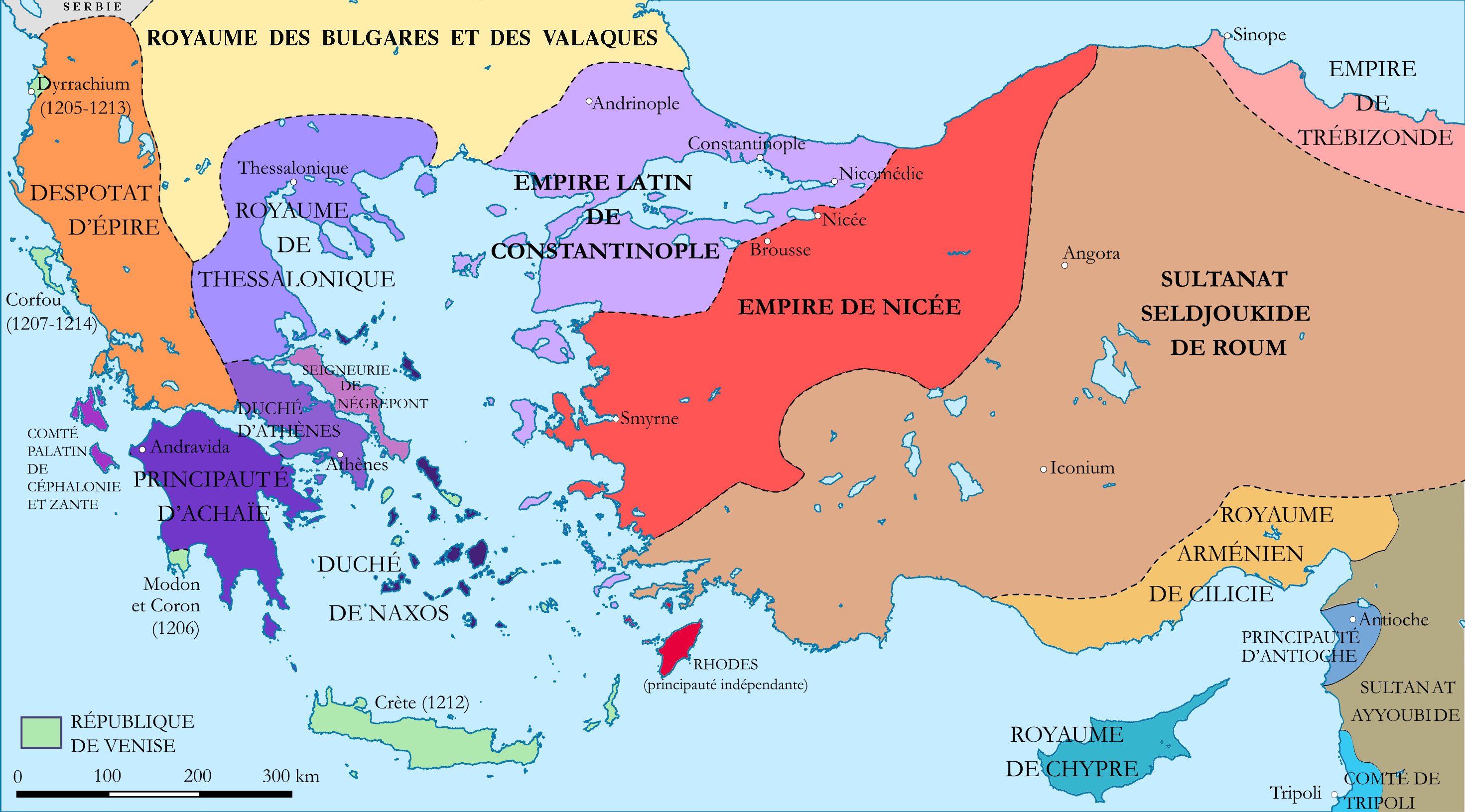
Les principautés de la Grèce franque, ainsi que les états successeurs grecs après la quatrième croisade (c.1210).

Après la chute de l'Empire byzantin, le comte Baudouin IX de Flandre fut proclamé nouvel empereur latin. Cela offensa Boniface, qui se considérait comme étant un candidat supérieur, et il se rebella brièvement contre le nouvel empereur. Berthold apporte son soutien à Boniface dans sa brève révolte, et après que Boniface fut apaisé par la création d'un nouveau royaume de Thessalonique, Berthold accompagne Boniface dans sa conquête de la Grèce (1204-05). Il fut récompensé par une seigneurie ayant comme chef-lieu la ville de Velestíno dans la province de Valachie (provintia Velechative), avec le titre de « Seigneur de Velestíno » (dominus de Valestino),. En 1205, il fut envoyé par le pape Innocent III dans une mission diplomatique en Asie Mineure afin de servir de médiateur dans un conflit entre le roi Léon II d'Arménie et le prince Bohémond IV d'Antioche. Il se peut que, par la suite, il ait séjourné dans le royaume de Jérusalem. Un certain comte Berthold l'Allemand est mentionné dans des documents datant de 1206 et 1207 comme faisant partie de l'entourage de Jean d'Ibelin, régent du royaume, mais il pourrait s'agir du comte Berthold de Nimburg.

## Défense du royaume de Thessalonique
Berthold rentra en Grèce en 1207 ou 1208. Entre-temps, Boniface de Montferrat avait été tué en combattant les Bulgares, et avait laissé son fils mineur Démétrios comme héritier, la mère de ce dernier, Marguerite de Hongrie, comme régente et le comte Oberto II de Biandrate comme gardien (baiulus) du royaume. En 1208-09, les barons du royaume, rejetant la suzeraineté de l'empereur, à present Henri de Flandres, se soulèvent contre le régent dans la dite « rébellion lombarde ». Menés par Oberto, les rebelles avaient l'intention de déposer Démétrios et d'installer son demi-frère aîné, Guillaume VI de Montferrat, en tant que roi. Au cours du soulèvement, Berthold soutient loyalement l'empereur et fut, par la suite, nommé châtelain de Serrès. Après l'arrestation d'Oberto par l'empereur, il le remit à Berthold qui le fit emprisonner à Serrès,. Berthold soutint la politique de Boniface qui consistait à maintenir de bonnes relations avec l'aristocratie byzantine, contrairement à la politique privilégiée par les rebelles, qui consistait à favoriser les Lombards au sein du gouvernement. Berthold devint même le mécène de la famille de Pétraliphas, en faisant don du monastère de Saint Hilarion, situé près d'Almyros, à María Petralíphaina.
En 1209, Berthold assiste au premier Parlement de Ravénnika. Le 2 mai 1210, il fit partie des signataires du concordat avec l’église à l'issue du second Parlement de Ravénnika. Il semble qu'à cette époque, l'empereur Henri l'ait nommé comme gardien impérial ou régent du royaume, balivus imperatoris, en remplacement d'Oberto. Berthold devait certainement être chargé de la défense du royaume, avec le neveu de l'empereur, Eustache de Flandre. Il défit une attaque de Strez, neveu du tsar bulgare Kaloyan, dans les plaines de Pélagonie, près de Monastir. En 1211, il bat le successeur de Kaloyan et rival de Strez, le tsar Boril, et lui cause de lourdes pertes. Une lettre de l'empereur mentionnant ces victoires est datée du 12 janvier 1212. En 1213, l'empereur fait référence à Berthold comme étant simplement un de ses barons dans le royaume de Thessalonique, ce qui sous-entend qu'il n'était à l'époque ni gardien ni régent.

## Régent du royaume
Berthold avait une relation étroite avec Marguerite de Hongrie. Cependant, en 1211, l'archevêque latin d'Heraclea Perinthus se plaignit auprès du pape Innocent III que Berthold maintenait de force Marguerite en sa possession, et qu'il avait détourné des terres appartenant à l'église de Sainte-Sophie de Thessalonique. Berthold reçu une correspondance d'Innocent concernant l'église latine de Thessalonique. En juillet 1210, Innocent lui écrit pour lui demander de restituer les possessions du diocèse de Lárissa et Gardíki. Le 4 août 1211, il lui est reproché d'avoir occupé des terres appartenant à Sainte-Sophie. En 1212, le pape demanda à Berthold d'intervenir au nom du diocèse de Gardíki dans le litige de ce dernier avec les Hospitaliers. La formulation de ces lettres papales a engendré une confusion quant à savoir si Berthold était lui-même le « bailli impérial » (balivus imperatoris) auquel le pape s'adressait ou s'il était simplement le seigneur de Velestíno.
Berthold est explicitement mentionné en tant que régent—baiulus regni Thessalonicensis— une seule fois : dans une lettre datant du 21 avril 1217 du pape Honorius III, lui notifiant sa nomination de Giovanni Colonna en tant que légat papal à Thessalonique. Il s'agit également de la dernière référence sûre en la personne de Berthold ; il n'est plus mentionné par la suite dans aucune autre source contemporaine,,. Une source tardive dit qu'il s'est rendu à Saint-Jean-d'Acre dans le royaume de Jérusalem plus tard au cours de cette année-là et qu'il est retourné de là en Allemagne. Vers 1220, le neveu et héritier de Berthold, le comte Diether IV, s'est rendu à Thessalonique, peut-être pour rendre visite à son oncle ou bien pour réclamer son héritage.